# Таня (фильм)
«Таня» — советский художественный телефильм 1974 года, снятый режиссёром Анатолием Эфросом по одноимённой пьесе Алексея Арбузова. Премьера состоялась 14 ноября 1974 года по первой программе ЦТ.

## Сюжет
Таня — жена талантливого инженера Германа Балашова. Ради помощи мужу в его изобретательных делах она бросила учёбу в медицинском институте, растеряла друзей. Случайно она узнаёт, что муж увлёкся другой женщиной, коллегой по работе. Несмотря на любовь к мужу, она оставляет его, не объяснив причины ухода. Тане приходится пережить множество бед — у неё умирает ребёнок, сын Германа, на работе складывается не всё гладко. Но она находит в себе силы и остаётся работать врачом в тяжёлых условиях Сибири.

## В ролях
- Ольга Яковлева — Таня
- Валентин Гафт — Герман
- Николай Волков — Игнатов
- Наталья Архангельская — Шаманова
- Лия Ахеджакова — Дуся
- Леонид Броневой — Васин
- Юрий Богатырёв — Андрей Тарасович Грищенко, молодой инженер
- Маргарита Лифанова — хозяйка зимовья

## Съёмочная группа
- Авторы сценария: Алексей Арбузов, Анатолий Эфрос
- Режиссёр: Анатолий Эфрос
- Оператор: Г. Криницкий
- Художник: И. Тартынский
- Музыка: Альфред Шнитке

## Прочие сведения
В ГДР одноимённая экранизация вышла на 4 года раньше — в 1970 году. В главной роли снялась Рената Блюме. Существует также ещё более ранняя югославская экранизация пьесы 1969 года.